# بخش رمله
بخش رمله (به عبری: נפת רמלה، نَفَت رَملَه)(به عربی: قضاء الرملة) یک بخش در اسرائیل است که در مرکز این کشور در حوزه استحفاظی استان مرکز واقع است. مرکز این بخش،‌ شهر تاریخی رمله است. از دیگر شهرهای مهم این بخش، شهر تاریخی لداست.